# Conselho de Desenvolvimento de Ruanda
O Conselho de Desenvolvimento de Ruanda (RDB), é um departamento governamental que integra todas as agências governamentais responsáveis pela atração, retenção e facilitação de investimentos na economia nacional.

## Localização
A sede da RDB está localizada na rua KG 220, em Quigali, capital e maior cidade de Ruanda.

## Visão geral
O Conselho de Desenvolvimento de Ruanda (RDB) foi estabelecido em 2009 para coordenar, estimular e promover o desenvolvimento econômico nacional. O RDB inclui agências responsáveis pelo " registo de empresas, promoção de investimentos, autorizações ambientais, privatizações e agências especializadas que apoiam os sectores prioritários das TIC e do turismo, bem como as PME e o desenvolvimento da capacidade humana no sector privado ". O cargo de Diretor Executivo é um cargo de nível de gabinete e o titular é nomeado e se reporta diretamente ao presidente de Ruanda. O RDB mede suas realizações em (a) investimentos diretos estrangeiros e domésticos, (b) aumento das exportações e (c) número de empregos criados.

## Gestão
Em setembro de 2017, os gerentes seniores do RDB incluem o seguinte: 1. Clare Akamanzi, diretora executiva e diretora executiva 2. Emmanuel Hategeka, o diretor de operações 3. Mark Nkurunziza, o diretor financeiro 4. Belise Kariza, diretora de turismo 5. Winifred Ngangure, chefe interina do Departamento de Promoção de Investimentos 6. Eugene Mutangana, chefe do Departamento de Conservação e 7. Louise Kanyonga, a escrivão geral.